# Goniothalamus laoticus
Goniothalamus laoticus este o specie de plante din genul Goniothalamus, familia Annonaceae. A fost descrisă pentru prima dată de Achille Eugène Finet și François Gagnepain, și a primit numele actual de la Nguyên Tiên Bân. Conform Catalogue of Life specia Goniothalamus laoticus nu are subspecii cunoscute.